# غاري سكوت (لاعب كريكت)
غاري سكوت (21 يوليو 1984 - )  (بالإنجليزية: Gary Scott)‏ هو لاعب كريكت بريطاني.